# Winsum (Frise)
Pour les articles homonymes, voir Winsum.
Winsum est un village de la commune néerlandaise de Waadhoeke, dans la province de Frise.

## Géographie
Le village est situé dans l'ouest de la Frise, à 7 km au sud-est de Franeker.

## Histoire
Winsum fait partie de la commune de Baarderadeel avant le 1er janvier 1984, puis de celle de Littenseradiel. Le 1er janvier 2018, cette dernière est supprimée et Winsum est intégré à la nouvelle commune de Waadhoeke.

## Démographie
Le 1er janvier 2018, le village comptait 1 038 habitants.